# Campsas
Campsas település Franciaországban, Tarn-et-Garonne megyében. Lakosainak száma 1472 fő (2022. január 1.). Campsas Fronton, Bessens, Canals, Dieupentale, Fabas, Labastide-Saint-Pierre, Montbartier és Orgueil községekkel határos.

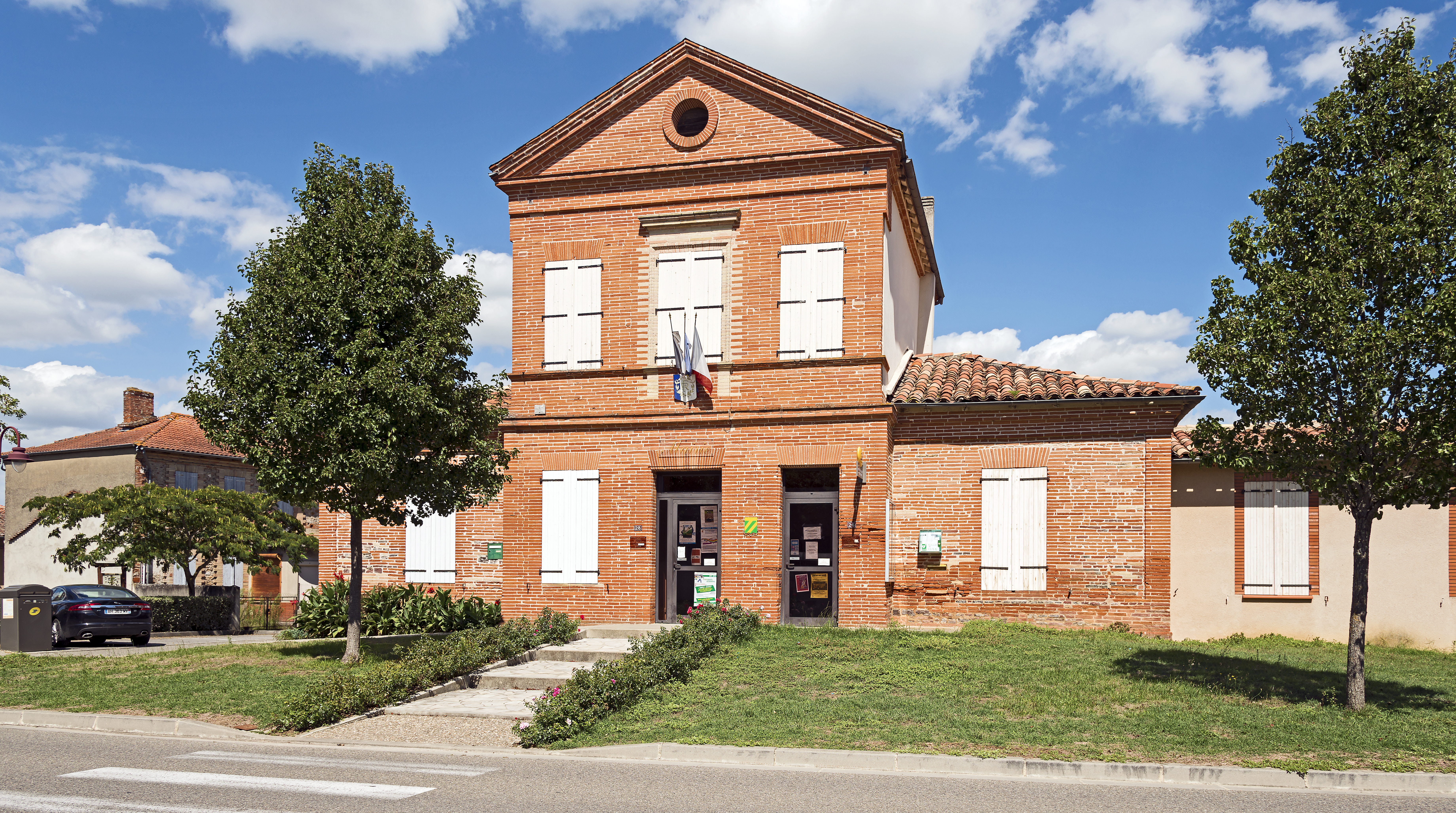
A városháza.
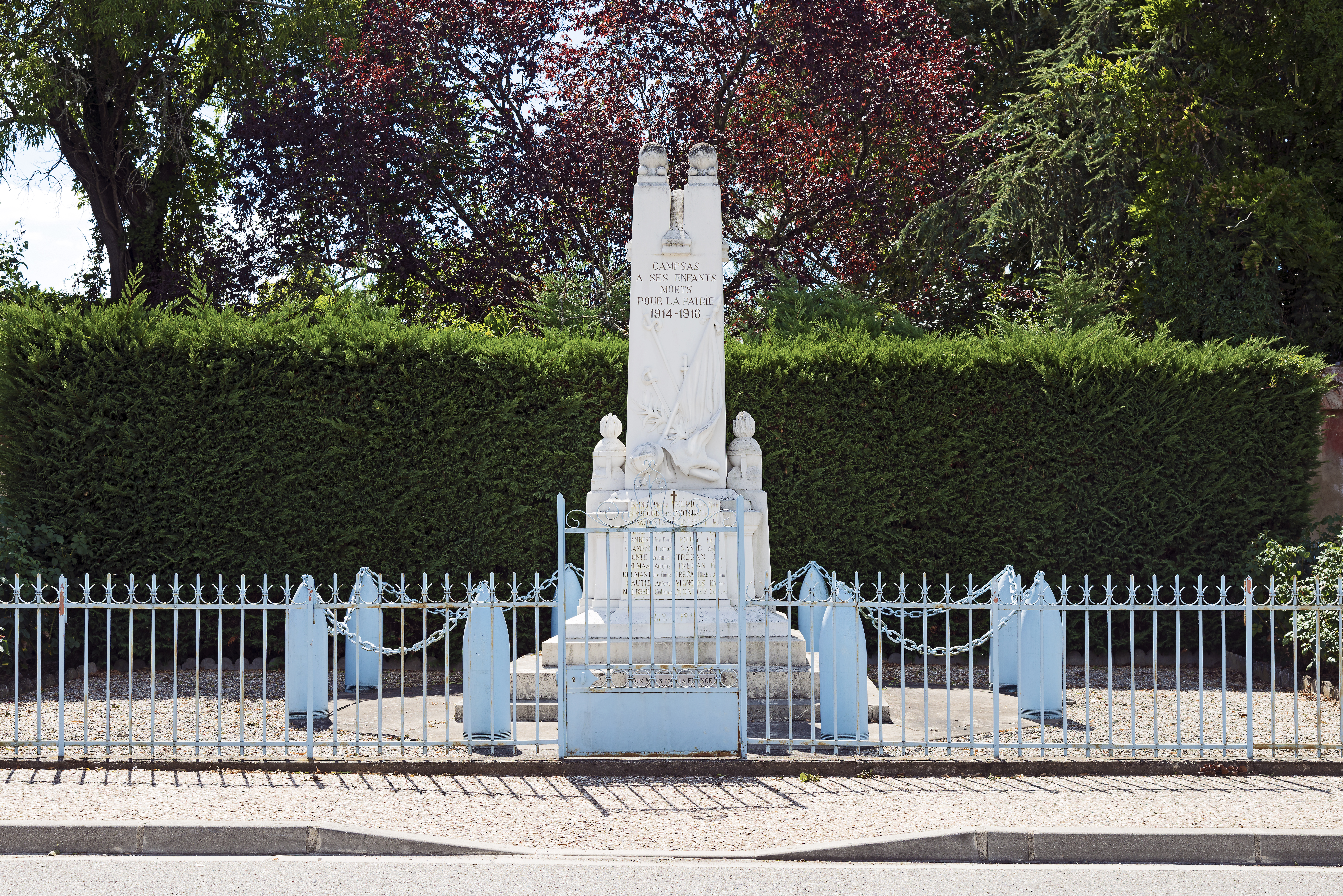
A háborús emlékmű.

## Népesség
A település népessége az elmúlt években az alábbi módon változott:
| Lakosok száma | 1268 | 1326 | 1365 | 1368 | 1387 | 1405 | 1429 | 1446 | 1472 |
|               | 2013 | 2015 | 2016 | 2017 | 2018 | 2019 | 2020 | 2021 | 2022 |